# Libethra spinulosa
Libethra spinulosa är en insektsart som beskrevs av Brunner von Wattenwyl 1907. Libethra spinulosa ingår i släktet Libethra och familjen Diapheromeridae. Inga underarter finns listade i Catalogue of Life.